# پادشاهی تهمورت
«پادشاهی تهمورث» سوّمین داستانِ پادشاهان در شاهنامهٔ فردوسی است که دورانِ سی‌سالهٔ پادشاهیِ تهمورث را داستان می‌کند.
در شاهنامهٔ از تهمورت با فرنام دیوبند (/دیٓوْبَنْد/زینیوند/زیناوند) یاد می‌شود و پسر هوشنگ است. لقب دیوبند یادآور چیرگی او بر دیوان و جادوان است که در متون کهن‌تر هم به آن اشاره شده‌است. تهمورث در آغاز پادشاهی هدفش را شستن جهان از بدی‌ها، کوته کردن دست دیوان از هر جا و آشکار کردن چیزهای سودمند در جهان اعلام داشت. چیدن پشمِ بُز و رشتن آن از آموزه‌های تهمورث برای مردمان بود وی همچنین مردم را به ستایش جهان‌آفرین تشویق کرد. با راهنمایی‌های شَهْرَسْپ، دستور خردمند تهمورث، پادشاه از بدیها پالوده گشت و از او فرهٔ ایزدی تابید.
نام وزیر تهمورث در شاهنامهٔ شهراسپ آمده و از او به عنوان کسی که رایش از کردار بد دور بود یاد گردیده است.
به چیرگی تهمورث بر اهریمن در شاهنامهٔ هم اشاره شده‌است. پس از تابیدن فرهٔ ایزدی از طهمورث، او رفت و اهریمن را به افسون ببست و بر وی زین نهاد و زمان‌تازمان سوار بر وی گرد گیتی می‌تاخت. دیوان چون چنین دیدند به جنگ شاه برخاستند. تهمورث دو بهره از ایشان را به افسون ببست و باقی را با گرز گران تارومار کرد. چون ایشان را به بند کشید، دیوان به وی گفتند که اگر ما را رهایی بخشی تو را هنری یاد خواهیم داد که تا این زمان نشناخته باشی و آن هنر نبشتن بود:
| کی نامور دادشان زینهار     |  | بدان تا نهانی کنند آشکار   |
| چو آزاد گشتند از بند او    |  | بجستند به ناچار پیوند او   |
| نبشتن به خسرو بیاموختند    |  | دلش را به دانش برافروختند  |
| نبشتن یکی نه که نزدیکِ سی   |  | چه رومی چه تازی و چه پارسی |
| چه هندی چه چینی و چه پهلوی |  | نگاریدن آن کجا بشنوی       |

طهمورث سی سال پس از این واقعه بزیست. این یادآور سی سال چیرگی طهمورث بر اهریمن (در متون کهن‌تر) است. در شاهنامه به چگونگی مرگ طهمورث اشاره‌ای نشده‌است. پس از وی جمشید، پسرش، به پادشاهی رسید. برخی منابع و مورخین از جمله حمد اله مستوفی بنای شهرهای الیپی (کرمانشاه) و ساری را به طهمورث شاه دیوبند پیشدادی نسبت می‌دهند.